# Alphonse Buisine
Pour les articles homonymes, voir Buisine.
Alphonse Jean Baptiste Aimable Buisine, né à Roubaix le 9 mars 1856 et mort en déportation en Lituanie en mars 1918, est un chimiste, professeur à la faculté des sciences de l'université de Lille spécialisé en chimie organique.

## Biographie
Élève de Charles Viollette à la faculté des sciences de Lille à partir de 1881, il est chargé de cours de chimie dès 1884. Il soutient sa thèse sur les composants du suint de mouton et l'extraction de phosphates en 1887, devient maître de conférences en 1888, puis succède à Charles Viollette à la chaire de chimie de la faculté des sciences de Lille en 1893.
Professeur de chimie industrielle à l'Institut industriel du Nord (École centrale de Lille) de 1887 à 1890, il est nommé directeur de l'Institut de chimie de la faculté des sciences de Lille le 19 décembre 1903.
Il obtient le Prix Jecker (chimie) de l'Académie des sciences en 1898. Il est décoré chevalier de la Légion d'honneur en 1908, puis officier en 1923 à titre posthume.